# ヘイモソダト
ヘイモソダト（Heimosodat）はフィンランド語であり、ヘイモソタ(Heimosota)の複数形である。これは、1918年から1922年にかけて、フィンランドの隣接地やフィン・ウゴル語族の言語を話す人々が大半を占める地域などの旧ロシア帝国領で起こった一連の武力衝突とフィリバスターを意味する言葉である。「親族国家戦争」や「親族戦争」などとも訳される。
フィンランド義勇兵がこれらの紛争に、関係するバルト・フィン人が住む地域への支配権を主張する目的や、ロシアからの独立を手助けする目的で参加した。多くの義勇兵が、大フィンランドという理念に影響を受けていた。これらの衝突には、フィンランド側からの侵略や地域の暴動もあり、義勇兵は独立を支援するか、フィンランドへと地域を併合するかのいずれかの目的によって戦っていた。アーポ・ロセリウスによると、一万人の義勇兵がフィンランドから以下の武力衝突に参加したという。
- エストニア独立戦争 (1918年–1920年)
  - ポホヤン・ポヤト (北の息子達) やイー・スオマライネン・ヴァパーヨウッコ (私はフィンランド人義勇軍だ) がエストニア軍を支援した。
- ヴィエナ遠征 (1918年)
  - ムルマンスク軍団
- アウヌス遠征 (1919年)
- ペツァモ遠征 (1918年と1920年)
- イングリア・フィンランド人の反乱  (1918年–1920年)
- 東カレリア蜂起 (1921年–1922年)

この現象は、民族主義や民族統一主義と密接に結びついてる。フィンランドは、1917年に正式に国家の独立を得たばかりであった。また、フィンランド人には、他のフィン系人が同じように独立を得る手助けをする義務があると感じている人もいた。エストニアは、最も近く、人工的にも最も大規模な「親戚国家」であり、同時期に独立を獲得していた。しかし、資源や、地位を保持するための機関が少なく、ボリシェヴィキ・ロシア軍の侵入を受けていた。他のフィン系人は、文化的、経済的、政治的な組織化があまり進んでいなかった。フィンランド内戦は、フィンランド人や他のフィン系人の強い民族主義的感情を喚起し、人々はその感情を行動に移す具体的な手段を模索するようになった。来たる20年間では、フィンランド人は比較的高い割合で、民族主義的運動に参加した。例えば、カレリアニズムや国家のフィンランド語化などの運動や組織にである。この進展は、フィンランド内戦によるトラウマや分断に関係している。大抵の白衛軍の共感者は内戦の結果を受けて、ラディカルな民族主義者と化した。1939年から1945年までの5年間の激しい全面戦争により、国家は団結していき、民族主義運動の熱狂も減少していった。

## 関連ページ
- フィンランド内戦
- フィンランドの戦争の一覧
- タルトゥ条約
- 冬戦争
- 継続戦争
- 協商国のロシア内戦への介入